# Manang
Manang (en népalais : मनाङ गाविस) est un comité de développement villageois du Népal situé dans le district de Manang.
Le village principal de Manang est situé le long de la Marsyangdi, à l'est du col Thorong sur l'itinéraire du trek du tour des Annapurnas, dont il constitue l'une des étapes privilégiées, avec de nombreux lodges, boutiques, bureau de poste, et une salle de cinéma. Il est accessible depuis 2015 par une piste carrossable depuis Besisahar.
Au recensement de 2011, il comptait 630 habitants.